# Xã Wheatfield, Michigan
Xã Wheatfield (tiếng Anh: Wheatfield Township) là một xã thuộc quận Ingham, tiểu bang Michigan, Hoa Kỳ. Năm 2010, dân số của xã này là 1.632 người.